# Walter Padley
Walter Ernest Padley (24 juillet 1916 - 15 avril 1984) est un homme politique travailliste britannique.

## Jeunesse
Padley fait ses études à la Chipping Norton Grammar school et au Ruskin College d'Oxford avec une bourse Trades Union Congress. Il est président de l'Union des travailleurs de l'atelier, de la distribution et des travailleurs connexes de 1948 à 1964.
Pendant la Seconde Guerre mondiale, il est enregistré en tant qu'objecteur de conscience, mais après avoir comparu à la fois à sa section locale et au tribunal d'appel, il n'est autorisé qu'à être exempté du service militaire et est obligé de servir dans le corps des non-combattants (NCC).
Il se présente à l'élection partielle de 1943 à Acton, dans laquelle il est candidat du Parti travailliste indépendant (ILP). En 1950, il est élu député travailliste de Ogmore et sert jusqu'en 1979. Il est ministre d'État aux Affaires étrangères de 1964 à 1967 et président du Parti travailliste de 1965 à 1966, après avoir été membre du Comité exécutif national de 1956.